# Костючик, Вера Николаевна
Вера Николаевна Костючик (бел. Вера Мікалаеўна Касцючык; р. 27 сентября 2000, Брест, Беларусь) — белорусская волейболистка, диагональная нападающая, мастер спорта Республики Беларусь.

## Биография
Волейболом Вера Костючик начала заниматься в Центре олимпийского резерва «Виктория» города Бреста. Выступала за команду «Прибужье-ЦОР Виктория» в чемпионате Беларуси. В 2016 заключила контракт с российским клубом «Протон» (Саратовская область), но выступать за него из-за проблем с заявкой стала только год спустя.
В 2017 году Вера Костючик выступала за юниорскую сборную Беларуси, в составе которой стала призёром чемпионата Европы среди девушек и Европейского юношеского олимпийского фестиваля, а также участницей чемпионата мира среди девушек.

## Игровая карьера
- 2010—2016 —  «Прибужье-ЦОР Виктория» (Брест);
- 2016—2019 —  «Протон» (Саратовская область);
- 2019—2022 —  «Уралочка-НТМК» (Свердловская область);
- с 2022 —  «Локомотив» (Калининград).

## Достижения
- чемпионка России 2025;
  - 3-кратный серебряный (2022, 2023, 2024) и бронзовый (2020) призёр чемпионатов России.
- победитель розыгрыша Кубка России 2025;
  - серебряный призёр розыгрыша Кубка России 2022.

- бронзовый призёр чемпионата Европы среди девушек 2017;
- серебряный призёр Европейского юношеского олимпийского фестиваля 2017.